# Zwartberg
Ne doit pas être confondu avec Gand.
Zwartberg est une entité de la ville belge de Genk située dans la province de Limbourg.
Elle fut notamment connue pour son charbonnage: le charbonnage de Zwartberg.